# Jack Woolley
Jack Woolley (23 de septiembre de 1998) es un deportista irlandés que compite en taekwondo. Es públicamente homosexual.
En los Juegos Europeos de Cracovia 2023 consiguió una medalla de plata en la categoría de –58 kg. Ganó una medalla de plata en el Campeonato Europeo de Taekwondo de 2022, en la misma categoría.
Participó en los Juegos Olímpicos de Tokio 2020, ocupando el undécimo lugar en la categoría de 58 kg.

## Palmarés internacional
| Juegos Europeos    | Juegos Europeos          | Juegos Europeos  | Juegos Europeos |
| Año                | Lugar                    | Medalla          | Categoría       |
| ------------------ | ------------------------ | ---------------- | --------------- |
| 2023               | Krynica-Zdrój (Polonia)  | Medalla de plata | –58 kg          |
| Campeonato Europeo |                          |                  |                 |
| Año                | Lugar                    | Medalla          | Categoría       |
| 2022               | Mánchester (Reino Unido) | Medalla de plata | –58 kg          |